# Administration du développement rural
L’Administration du développement rural (농촌진흥청|農村振興廳) est l'une des organisations de l'agriculture en Corée du Sud et relève du Ministère de l'Alimentation, de l'Agriculture, de la Sylviculture et de la Pêche. Son siège social est situé à Wansan-gu, Jeonju.